# DS Андромеды
DS Андромеды (лат. DS Andromedae) — двойная затменная переменная звезда типа Алголя или затменная переменная звезда типа Беты Лиры в созвездии Андромеды на расстоянии приблизительно 1480 световых лет (около 455 парсеков) от Солнца. Видимая звёздная величина звезды — от +10,93m до +10,44m. Орбитальный период — около 1,0105 суток. Возраст звезды оценивается как около 2 млрд лет.

## Характеристики
Первый компонент — жёлто-белая звезда спектрального класса F2III или F3IV-V. Масса — около 1,58 солнечной, радиус — около 2,1 солнечных, светимость — около 8,3 солнечных. Эффективная температура — около 6775 K.
Второй компонент — жёлтый карлик спектрального класса G0V. Масса — около 0,94 солнечной, радиус — около 1,19 солнечного, светимость — около 1,6 солнечной. Эффективная температура — около 5997 K.